# Nikolaus Outzen
Nikolaus Outzen (født 31. januar 1752 i Terkelsbøl i Tinglev Sogn i Tønder Amt, død 5. december 1826 i Breklum) var en dansk præst og lokalhistoriker.
Forældrene var dansktalende. Faderen, Jens Nissen, døde tidlig; siden boede Outzen en tid hos sin morfader og tog hans navn. Outzen studerede teologi i Kiel siden 1774, blev 1776 huslærer hos Balthasar Münter ved Petri Kirke i København, 1779 cand. theol., 1782 diakon på Femern, 1787 førstepræst i Breklum i Nordfrisland, senere medlem af Oldskriftselskabet i København. Outzen har udgivet en latinsk ode om Dannebrogsordenen (1812), Das angelsächsische Gedicht Beowulf ("Kieler Blätter", 1816), Über die älteste und neueste Geschichte unserer Nordfriesen (sammesteds 1819), samt endnu adskillige skrifter hvori han søgte at vise, at friserne i Sønderjylland er ældre end både jyder og saksere. Mest kendt er Outzens kronede prisskrift Die dänische Sprache im Herzogthum Schleswig (1819); for skriftet Untersuchungen über die Alterthümer Schleswigs und des Danewerks (1826) fik han Videnskabernes Selskabs sølvmedalje. Efter hans død udgavs hans Glossarium der friesischen Sprache (1837). Outzen var en redelig forsker, hvis forsøg på at gøre friserne til Sønderjyllands urindbyggere ikke hænger sammen med den på hans tid opblomstrende slesvig-holstenske anneksionslære.